# Birgitta Stenberg
Pour les articles homonymes, voir Stenberg.
Birgitta Stenberg est une écrivaine suédoise née le 26 avril 1932 à Stockholm et morte le 23 août 2014 près du parc national de Tiveden.
Elle a notamment remporté le prix Selma Lagerlöf en 2005.